# Hamarkameratene 2008
Questa voce raccoglie le informazioni riguardanti lo Hamarkameratene nelle competizioni ufficiali della stagione 2008.

## Stagione
Lo HamKam chiuse la stagione al 14º posto, retrocedendo nella 1. divisjon. L'avventura nella Coppa di Norvegia 2008 si chiuse invece al secondo turno, con l'eliminazione per mano del Valdres. Arnar Førsund fu il calciatore con maggiori presenze in stagione, 28 (26 in campionato, 2 in coppa). Il miglior marcatore fu Olivier Karekezi con 5 reti, tutte in campionato.

## Maglie e sponsor
Lo sponsor tecnico per la stagione 2008 fu Adidas, mentre lo sponsor ufficiale fu Sparebanken Hedmark. La divisa casalinga era composta da una maglietta di colore bianco, pantaloncini verdi e calzettoni bianchi. Quella da trasferta era invece totalmente verde.
| Casa | Trasferta |

## Rosa
| N. |                      | Ruolo | Calciatore           |
| -- | -------------------- | ----- | -------------------- |
| 1  | Norvegia (bandiera)  | P     | Ivar Rønningen       |
| 1  | Norvegia (bandiera)  | P     | Dyre Schjerve        |
| 2  | Svezia (bandiera)    | D     | Håkan Malmström      |
| 3  | Belgio (bandiera)    | D     | Steve Cooreman       |
| 4  | Norvegia (bandiera)  | D     | Frode Bjørnevik      |
| 5  | Finlandia (bandiera) | D     | Juha Pasoja          |
| 6  | Norvegia (bandiera)  | C     | Marius Gullerud      |
| 7  | Norvegia (bandiera)  | D     | Vegar Bjerke         |
| 8  | Norvegia (bandiera)  | C     | Tommy Øren           |
| 9  | Svezia (bandiera)    | A     | Markus Ringberg      |
| 10 | Nigeria (bandiera)   | A     | Oluwasegun Abiodun   |
| 11 | Norvegia (bandiera)  | A     | Adem Güven           |
| 12 | Finlandia (bandiera) | P     | Jon Masalin          |
| 14 | Norvegia (bandiera)  | D     | Knut Henry Haraldsen |
| 15 | Ruanda (bandiera)    | A     | Olivier Karekezi     |

| N. |                      | Ruolo | Calciatore           |
| -- | -------------------- | ----- | -------------------- |
| 16 | Serbia (bandiera)    | C     | Srđan Urošević       |
| 17 | Norvegia (bandiera)  | D     | Arnar Førsund        |
| 18 | Norvegia (bandiera)  | D     | John Anders Rise     |
| 19 | Danimarca (bandiera) | C     | Jan Michaelsen       |
| 20 | Albania (bandiera)   | A     | Sebino Plaku         |
| 21 | Norvegia (bandiera)  | D     | Truls Jevne Hagen    |
| 22 | Austria (bandiera)   | C     | Roman Kienast        |
| 23 | Norvegia (bandiera)  | D     | Tom Kristoffersen    |
| 24 | Norvegia (bandiera)  | D     | Joachim Sørum        |
| 25 | Norvegia (bandiera)  | A     | Marcus Pedersen      |
| 26 | Norvegia (bandiera)  | C     | Pål Strand           |
| 28 | Brasile (bandiera)   | A     | Léo                  |
| 30 | Norvegia (bandiera)  | P     | Svein Inge Haagenrud |
| 33 | Croazia (bandiera)   | C     | Ante Vitaić          |

## Calciomercato

### Sessione invernale(dal 01/01 al 31/03)
| Acquisti | Acquisti          | Acquisti      | Acquisti   |
| R.       | Nome              | da            | Modalità   |
| -------- | ----------------- | ------------- | ---------- |
| D        | Frode Bjørnevik   | Eidsvold Turn | definitivo |
| D        | Arnar Førsund     | Vålerenga     | definitivo |
| D        | Tom Kristoffersen | Sandefjord    | definitivo |
| C        | Srđan Urošević    | Esteghlal     | definitivo |
| A        | Adem Güven        | Raufoss       | definitivo |
| A        | Olivier Karekezi  | Helsingborg   | definitivo |
| A        | Sebino Plaku      | Dinamo Tirana | definitivo |

| Cessioni | Cessioni              | Cessioni     | Cessioni      |
| R.       | Nome                  | a            | Modalità      |
| -------- | --------------------- | ------------ | ------------- |
| D        | Martin Husár          | Lillestrøm   | fine prestito |
| D        | David Mannix          |              | svincolato    |
| D        | Thomas Øverby         | Nybergsund   | definitivo    |
| C        | Kenneth Dokken        | Odd Grenland | definitivo    |
| A        | Olav Tuelo Johannesen | Kongsvinger  | definitivo    |

### Sessione estiva(dal 01/08 al 31/08)
| Acquisti | Acquisti    | Acquisti   | Acquisti |
| R.       | Nome        | da         | Modalità |
| -------- | ----------- | ---------- | -------- |
| C        | Ante Vitaić | svincolato |          |
| A        | Léo         | Altach     | prestito |

| Cessioni | Cessioni      | Cessioni      | Cessioni   |
| R.       | Nome          | a             | Modalità   |
| -------- | ------------- | ------------- | ---------- |
| D        | Joachim Sørum | Nybergsund    | prestito   |
| C        | Roman Kienast | Helsingborg   | prestito   |
| A        | Sebino Plaku  | Dinamo Tirana | definitivo |

## Risultati

### Eliteserien

#### Girone di andata
| Arbitro: | Alseth (Stjørdal) |

|                       |           |  |
| Martins 5’ Hamoud 23’ | Marcatori |  |

| Arbitro: | Helgerud (Lier) |

|                                     |           |                           |
| Ringberg 32’ Karekezi 47’ Güven 60’ | Marcatori | 52’ Velička 69’ Steenslid |

| Arbitro: | Ditlefsen |

|                            |           |              |
| Ighalo 56’ Hoff 90’ (rig.) | Marcatori | 42’ Ringberg |

| Arbitro: | Johnsen (Tønsberg) |

|                                                 |           |  |
| Aarøy 34’, 43’, 86’ Silva 47’ Jääger 52’ (rig.) | Marcatori |  |

| Arbitro: | Alseth (Stjørdal) |

|  |           |                   |
|  | Marcatori | 58’, 77’ Nannskog |

| Arbitro: | Øvrebø (Oslo) |

|                |           |              |
| Gashi 42’, 68’ | Marcatori | 38’ Ringberg |

| Arbitro: | Sælen (Bergen) |

|            |           |                      |
| Pasoja 62’ | Marcatori | 90’ (rig.) Andersson |

| Lillestrøm 25 maggio 2008, ore 18:00 8ª giornata | Lillestrøm           | 0 – 0 referto | HamKam | Åråsen Stadion (8.758 spett.)\| Arbitro: \| Olsen (Kristiansand) \| |
| Arbitro:                                         | Olsen (Kristiansand) |               |        |                                                                     |

| Arbitro: | Helgerud (Lier) |

|  |           |            |
|  | Marcatori | 90’ Larsen |

| Arbitro: | Skjerven (Kaupanger) |

|                                       |           |  |
| Sæternes 9’ Þorvaldsson 79’ Zajić 90’ | Marcatori |  |

| Hamar 28 giugno 2008, ore 18:00 11ª giornata | HamKam            | 0 – 0 referto | Brann | Briskeby Gressbane (5.445 spett.)\| Arbitro: \| Alseth (Stjørdal) \| |
| Arbitro:                                     | Alseth (Stjørdal) |               |       |                                                                      |

| Arbitro: | Johnsen |

|                       |           |  |
| M. Diouf 25’ Mota 74’ | Marcatori |  |

| Arbitro: | Øvrebø (Oslo) |

|                       |           |          |
| Øren 30’ Pedersen 90’ | Marcatori | 87’ Koné |

#### Girone di ritorno
| Arbitro: | Sandmoen (Kjelsås) |

|                                     |           |             |
| Moldskred 11’ Yttergård Jenssen 83’ | Marcatori | 8’ Karekezi |

| Arbitro: | Øvrebø (Oslo) |

|            |           |                 |
| Pasoja 90’ | Marcatori | 20’, 40’ Occean |

| Arbitro: | Moen (Haugesund) |

|                                                                  |           |             |
| Bjarnason 34’ (rig.) Karadas 69’ Vaagan Moen 87’ Demba-Nyrén 89’ | Marcatori | 30’ Abiodun |

| Arbitro: | Ditlefsen |

|          |           |                    |
| Øren 75’ | Marcatori | 43’ (rig.) Storbæk |

| Arbitro: | Johnsen (Tønsberg) |

|            |           |               |
| Bjerke 22’ | Marcatori | 61’ Gerrbrand |

| Arbitro: | Alseth (Stjørdal) |

|               |           |                        |
| Andersson 51’ | Marcatori | 6’ Karekezi 82’ Vitaić |

| Arbitro: | Johnsen (Tønsberg) |

|                        |           |           |
| Bjerke 2’ Karekezi 31’ | Marcatori | 50’ Aarøy |

| Arbitro: | Staberg (Harstad) |

|                                          |           |  |
| Ya Konan 40’ Sapara 59’, 77’ Berisha 84’ | Marcatori |  |

| Arbitro: | Sandmoen (Kjelsås) |

|                          |           |                                 |
| Vitaić 45’ Haraldsen 89’ | Marcatori | 52’ Sti. Johansen 62’ Bjarnason |

| Arbitro: | Alseth (Stjørdal) |

|                                        |           |  |
| Alanzinho 77’ Nannskog 79’ Høiland 86’ | Marcatori |  |

| Arbitro: | Helgerud (Lier) |

|                                            |           |                                    |
| Vitaić 16’ (rig.), 71’ (rig.) Karekezi 88’ | Marcatori | 34’ Bjarnason 79’ (aut.) Bjørnevik |

| Arbitro: | Ditlefsen |

|                                     |           |  |
| Steenslid 30’ Fillo 31’ Høiland 84’ | Marcatori |  |

| Arbitro: | Staberg |

|  |           |          |
|  | Marcatori | 27’ Mota |

### Coppa di Norvegia
| Sander 12 maggio 2008, ore 18:00 Primo turno               | Sander    | 0 – 2 referto            | HamKam | Sandermoen Gress (565 spett.) |
| \| \| \| \| \| \| Marcatori \| 19’ Ringberg 43’ Kienast \| |           |                          |        |                               |
|                                                            |           |                          |        |                               |
|                                                            | Marcatori | 19’ Ringberg 43’ Kienast |        |                               |

| Arbitro: | Høgberg |

|                              |           |            |
| Lagemyr 53’ Sanne 63’ (rig.) | Marcatori | 48’ Pasoja |

## Statistiche

### Statistiche di squadra
| Competizione      | Punti | In casa | In casa | In casa | In casa | In casa | In casa | In trasferta | In trasferta | In trasferta | In trasferta | In trasferta | In trasferta | Totale | Totale | Totale | Totale | Totale | Totale | DR  |
| Competizione      | Punti | G       | V       | N       | P       | Gf      | Gs      | G            | V            | N            | P            | Gf           | Gs           | G      | V      | N      | P      | Gf     | Gs     | DR  |
| ----------------- | ----- | ------- | ------- | ------- | ------- | ------- | ------- | ------------ | ------------ | ------------ | ------------ | ------------ | ------------ | ------ | ------ | ------ | ------ | ------ | ------ | --- |
| Eliteserien       | 21    | 13      | 4       | 5       | 4       | 16      | 17      | 13           | 1            | 1            | 11           | 6            | 33           | 26     | 5      | 6      | 15     | 22     | 50     | -28 |
| Coppa di Norvegia | -     | 0       | 0       | 0       | 0       | 0       | 0       | 2            | 1            | 0            | 1            | 3            | 2            | 2      | 1      | 0      | 1      | 3      | 2      | +1  |
| Totale            | -     | 13      | 4       | 5       | 4       | 16      | 17      | 15           | 2            | 1            | 12           | 9            | 35           | 28     | 6      | 6      | 16     | 25     | 52     | -27 |

### Statistiche dei giocatori
| Giocatore        | Eliteserien | Eliteserien | Eliteserien | Eliteserien | Coppa di Norvegia | Coppa di Norvegia | Coppa di Norvegia | Coppa di Norvegia | Totale   | Totale | Totale      | Totale     |
| Giocatore        | Presenze    | Reti        | Ammonizioni | Espulsioni  | Presenze          | Reti              | Ammonizioni       | Espulsioni        | Presenze | Reti   | Ammonizioni | Espulsioni |
| ---------------- | ----------- | ----------- | ----------- | ----------- | ----------------- | ----------------- | ----------------- | ----------------- | -------- | ------ | ----------- | ---------- |
| O. Abiodun       | 22          | 1           | 2           | 0           | 1                 | 0                 | 1                 | 0                 | 23       | 1      | 3           | 0          |
| V. Bjerke        | 21          | 2           | 4           | 1           | 1                 | 0                 | 0                 | 0                 | 22       | 2      | 4           | 1          |
| F. Bjørnevik     | 20          | 0           | 1           | 0           | 1                 | 0                 | 1                 | 0                 | 21       | 0      | 2           | 0          |
| S. Cooreman      | 0           | 0           | 0           | 0           | 0                 | 0                 | 0                 | 0                 | 0        | 0      | 0           | 0          |
| A. Førsund       | 26          | 0           | 2           | 0           | 2                 | 0                 | 0                 | 0                 | 28       | 0      | 2           | 0          |
| M. Gullerud      | 11          | 0           | 2           | 0           | 1                 | 0                 | 0                 | 0                 | 12       | 0      | 2           | 0          |
| A. Güven         | 19          | 1           | 0           | 0           | 2                 | 0                 | 0                 | 0                 | 21       | 1      | 0           | 0          |
| S. Haagenrud     | 0           | 0           | 0           | 0           | 0                 | 0                 | 0                 | 0                 | 0        | 0      | 0           | 0          |
| T. Hagen         | 8           | 0           | 0           | 0           | 1                 | 0                 | 0                 | 0                 | 9        | 0      | 0           | 0          |
| K. Haraldsen     | 16          | 1           | 0           | 0           | 1                 | 0                 | 0                 | 0                 | 17       | 1      | 0           | 0          |
| O. Karekezi      | 22          | 5           | 0           | 0           | 1                 | 0                 | 0                 | 0                 | 23       | 5      | 0           | 0          |
| R. Kienast       | 12          | 0           | 0           | 0           | 1                 | 1                 | 0                 | 0                 | 13       | 1      | 0           | 0          |
| T. Kristoffersen | 9           | 0           | 3           | 0           | 0                 | 0                 | 0                 | 0                 | 9        | 0      | 3           | 0          |
| Léo              | 8           | 0           | 0           | 0           | 0                 | 0                 | 0                 | 0                 | 8        | 0      | 0           | 0          |
| H. Malmström     | 2           | 0           | 0           | 0           | 1                 | 0                 | 0                 | 0                 | 3        | 0      | 0           | 0          |
| J. Masalin       | 15          | 0           | 1           | 0           | 2                 | 0                 | 0                 | 0                 | 17       | 0      | 1           | 0          |
| J. Michaelsen    | 16          | 0           | 4           | 2           | 1                 | 0                 | 0                 | 0                 | 17       | 0      | 4           | 2          |
| T. Øren          | 22          | 2           | 2           | 0           | 1                 | 0                 | 0                 | 0                 | 23       | 2      | 2           | 0          |
| J. Pasoja        | 17          | 2           | 6           | 1           | 2                 | 1                 | 0                 | 0                 | 19       | 3      | 6           | 1          |
| M. Pedersen      | 5           | 1           | 0           | 0           | 1                 | 0                 | 0                 | 0                 | 6        | 1      | 0           | 0          |
| S. Plaku         | 1           | 0           | 0           | 0           | 2                 | 0                 | 0                 | 0                 | 3        | 0      | 0           | 0          |
| M. Ringberg      | 23          | 3           | 4           | 1           | 2                 | 1                 | 0                 | 0                 | 25       | 4      | 4           | 1          |
| J. Rise          | 17          | 0           | 1           | 0           | 1                 | 0                 | 0                 | 0                 | 18       | 0      | 1           | 0          |
| I. Rønningen     | 12          | 0           | 3           | 0           | 0                 | 0                 | 0                 | 0                 | 12       | 0      | 3           | 0          |
| D. Schjerve      | 0           | 0           | 0           | 0           | 0                 | 0                 | 0                 | 0                 | 0        | 0      | 0           | 0          |
| J. Sørum         | 7           | 0           | 1           | 0           | 1                 | 0                 | 0                 | 0                 | 8        | 0      | 1           | 0          |
| P. Strand        | 8           | 0           | 1           | 0           | 0                 | 0                 | 0                 | 0                 | 8        | 0      | 1           | 0          |
| S. Urošević      | 4           | 0           | 2           | 0           | 0                 | 0                 | 0                 | 0                 | 4        | 0      | 2           | 0          |
| A. Vitaić        | 10          | 4           | 3           | 0           | 0                 | 0                 | 0                 | 0                 | 10       | 4      | 3           | 0          |